# Досиетата Х (сезон 10)
Десетият сезон на „Досиетата Х“ е излъчен между 24 януари 2016 г. и 22 февруари 2016 г. по Fox. Действието му се развива четиринайсет години след края на девети сезон и седем след филма „Досиетата Х: Искам да повярвам“.

## Продукция
На 24 март 2015 г. Fox официално обявява, че поредицата ще се завърне с шест епизода през 2016 г. Снимките започват на 8 юни и продължават до 14 август 2015 г., а Дейвид Духовни и Джилиън Андерсън се завръщат съответно към ролите си на Фокс Мълдър и Дейна Скъли.